# Gatzdeladigee
Gatzdeladigee is een single van André van Duin. Het was samen met de andere A-kant Waar is de steek van de keizer? zijn carnavalskraker voor 1983.

## André van Duin
In Gatzdeladigee doet André van Duin een poging het verschil van het vieren van carnaval in het noorden en in het zuiden te omschrijven. Waar is de steek van de keizer? is geschreven door Tony Eyk en Dimitri Frenkel Frank en verhaalt over Napoleon Bonaparte die zijn steek kwijt is juist op het moment dat hij de slag bij Austerlitz wil aangaan. Het lied is afkomstig uit de film De boezemvriend, waarvoor Dimitri Frenkel Frank het scenario schreef. Beide liedjes werden in een arrangement van Harry van Hoof opgenomen in de Wisseloordstudio's. Muziekproducent was Bert Schouten.

### Hitnotering
Voor wat betreft de hitnotering bleef Gatzdeladigee achter bij de vorige carnavalsliedjes van André van Duin, zoals Willempie. Hij had met het plaatje geen succes in België.

#### Nederlandse Top 40
| Positie: | 24 | 17 | 11 | 11 | 17 | 31 | 34 | uit |

#### NederlandseNationale Hitparade
| Positie: | 18 | 9 | 12 | 13 | 17 | 22 | 43 | uit |

## De Deurzakkers
De Deurzakkers namen voor carnaval 1983 ook Waar is de steek van de keizer? op, maar haalden niet het succes van André van Duin. Hun versie, die op Philips Records verscheen, werd geproduceerd door Ad Kraamer, die een aantal jaren daarvoor nog met André van Duin werkte.

### Hitnotering
Bij de Nederlandse Top 40 bleven De Deurzakkers steken in de tipparade.

#### NederlandseNationale Hitparade Top 50
| Positie: | 31 | 29 | 24 | 22 | 37 | uit |